# Eva Brinkman
Eva Brinkman (* 12. Oktober 1896 in Wesel; † 12. Dezember 1977 ebenda) war eine deutsche Bildhauerin und Zeichnerin.

## Werdegang
Brinkman wuchs in Wesel am Niederrhein auf und besuchte dort das Städtische Lyzeum. Dem schloss sie eine zweijährige Ausbildung an einer Haushaltsschule in Bonn an, bevor sie von 1914 bis 1918 in der Malklasse der Kunstgewerbeschule Düsseldorf studierte. Ab 1920 besuchte sie die Holzschnitzschule Bad Warmbrunn in Schlesien und begann zu dieser Zeit mit ihrer Tätigkeit als Bildhauerin. In den 1920er Jahren hielt sie sich für einige Zeit in Berlin und in Paris auf, zudem fand sie sich mit anderen niederrheinischen Künstlern zu einem Netzwerk zusammen. Ein Großteil ihres bis 1945 geschaffenen Werks wurde im Zweiten Weltkrieg vernichtet.
Zwar war Brinkman für weite Teile ihres Lebens als Zeichnerin tätig, ihr Hauptwerk bestand jedoch in der Bildhauerei. 1953 schuf sie in Wesel die „trauernde Vesalia“ als Erinnerung an den Bombenkrieg und in der Zeit des Wiederaufbaus fertigte sie insbesondere in Wesel eine Vielzahl von Bauplastiken. Zudem gestaltete sie die Türgriffe des Willibrordi-Doms. Bis zu ihrem Tod im Jahr 1977 lebte sie in der Straße Am Halben Mond unweit des Weseler Rheinufers. In Wesel-Fusternberg wurde eine Straße nach ihr benannt (Eva-Brinkman-Stege).